# Валд-Михелбах
Валд-Михелбах (њем. Wald-Michelbach) општина је у њемачкој савезној држави Хесен. Једно је од 22 општинска средишта округа Бергштрасе. Према процјени из 2010. у општини је живјело 11.090 становника. Посједује регионалну шифру (AGS) 6431021.

## Географски и демографски подаци
Валд-Михелбах се налази у савезној држави Хесен у округу Бергштрасе. Општина се налази на надморској висини од 343 метра. Површина општине износи 74,4 km². У самом мјесту је, према процјени из 2010. године, живјело 11.090 становника. Просјечна густина становништва износи 149 становника/km².

## Међународна сарадња
| Мјесто | Држава               | Врста сарадње | Од    |
| ------ | -------------------- | ------------- | ----- |
| Хасокс | Уједињено Краљевство | партнерство   | 1990. |
|        | Француска            | партнерство   | 1975. |
| Извор  |                      |               |       |